# Џон Гарнер
Џон Нанс Гарнер III (енгл. John Nance Garner III; Детроит, 22. новембар 1868 — Јувалди, 7. новембар 1967), је био амерички политичар који је служио као 32. потпредседник Сједињених Држава у периоду од 1933. до 1941. године, за време мандата председника Френклина Д. Рузвелта.
1932, Гарнер је покушао да избори кандидатуру Демократске странке на председничким изборима. Међутим, када је постало очигледно да је Гувернер Њујорка, Френклин Рузвелт најјачи кандидат (иако још није био добио подршку већине делегата), Гарнер је направио споразум са Рузвелтом и постао његов потпредседнички кандидат.